# Плавичени (Олт)
Плавичени (рум. Plăviceni) насеље је у Румунији у округу Олт у општини Скаришоара. Oпштина се налази на надморској висини од 57 m.

## Становништво
Према подацима из 2002. године у насељу је живело 800 становника, од којих су сви румунске националности.